# Mülsen
Mülsen település Németországban, azon belül Szászország tartományban. Lakosainak száma 10 757 fő (2023. december 31.).

## Panorámakép

A Szent Jakab kerület egy része. A fényképet 2010 májusában daruval készítették a közigazgatási központ területén

## Népesség
A település népességének változása:
| Lakosok száma | 11 233 | 11 113 | 10 771 | 10 812 | 10 757 |
|               | 2017   | 2019   | 2021   | 2022   | 2023   |